# Money Island (Myanmar)
Money Island är en ö i Myanmar.   Den ligger i regionen Taninthayiregionen, i den södra delen av landet, 900 km söder om huvudstaden Naypyidaw. Arean är 15,2 kvadratkilometer.
Terrängen på Money Island är lite kuperad. Öns högsta punkt är 349 meter över havet. Den sträcker sig 5,3 kilometer i nord-sydlig riktning, och 4,7 kilometer i öst-västlig riktning.